# 田畑千秋
田畑 千秋（たばた ちあき、1952年 - ）は、日本の民俗学者。大分大学教授。
父は、『奄美大島昔話集』『奄美のことわざ』『徳之島の昔話』『奄美諸島の昔話』『奄美の民俗』『奄美の伝説』『南島歌謡大成・奄美篇』などを著した民俗学者の田畑英勝。東京都練馬区長を務めた田畑健介は叔父。

## 来歴
鹿児島県奄美大島の旧家に生まれる。
國學院大學文学部を経て法政大学大学院修了後、ドイツ・ボン大学に留学してクライナー・ヨーゼフに師事した。
奄美博物館創設に尽力、開館後初代主幹学芸員となった。国際日本文化研究センター客員助教授、鎌倉女子大学客員教授等を経て、大分大学教授。2004年、「奄美大島の口承文芸研究」で國學院大學より博士（民俗学）の学位を取得した。

## 受賞
- 沖縄文化協会賞（1989年、「奄美のユングトｩの呪祷性」）
- 佐藤玩具財団優秀論文賞（1991年、「奄美の子供遊び」）
- 南海文化賞（2006年、南島文化の研究功績により）

## 奄美関係著書

### 単著
- 『奄美名音集落の八月歌』天空舎、1991年12月　自費出版文化賞受賞
- 『奄美の暮しと儀礼』第一書房、1992年2月 ISBN 978-4-80420027-9 日本図書館協会選定図書
- 『奄美のわらべうた』天空舎、1992年9月
- 『奄美沖縄 女のことわざ』第一書房、1997年11月 ISBN 978-4-80420126-9 日本図書館協会選定図書
- 『奄美大島の口承説話』第一書房、2005年3月 ISBN 978-4-80420759-9
- 『南島口承文芸研究叙説』第一書房、2005年9月 ISBN 978-4-80420761-2

### 共編著
- 『ドイツ人のみた明治の奄美』（クライナー・ヨーゼフと共著）ひるぎ社、1992年2月
- 『奄美 復帰50年 ヤマトとナハのはざまで』（『現代のエスプリ』別冊、松本泰丈と共編）至文堂 ISBN 978-4-78436032-1